# Landmandsforsamling
Landmandsforsamlinger var møder for landbrugere som blev afholdt i Danmark i det 19. århundrede. Den første landmandsforsamling blev afholdt efter tysk forbillede i 1845 i Randers. Derefter var der landmandsforsamlinger i 1846 og 1847 og med varierende mellemrum frem 1900, hvor den 18. og sidste landmandsforsamling blev afholdt i Odense.
På landmandsforsamlingerne blev der i starten diskuteret faglige emner. Senere blev tilknyttede dyrskuer og produktudstillinger fremherskende. De blev efterhånden dyre flerdagsarrangementer som blev gjort overflødige af landboforeningernes årsmøder og dyrskuer.
Liste over landmandsforsamlingerne:
| Nr. | År   | By          |
| --- | ---- | ----------- |
| 1   | 1845 | Randers     |
| 2   | 1846 | Odense      |
| 3   | 1847 | Århus       |
| 4   | 1852 | København   |
| 5   | 1854 | Flensborg   |
| 6   | 1856 | Aalborg     |
| 7   | 1859 | Haderslev   |
| 8   | 1861 | Horsens     |
| 9   | 1863 | Odense      |
| 10  | 1866 | Århus       |
| 11  | 1869 | København   |
| 12  | 1872 | Nykøbing F. |
| 13  | 1875 | Viborg      |
| 14  | 1878 | Svendborg   |
| 15  | 1883 | Aalborg     |
| 16  | 1888 | København   |
| 17  | 1894 | Randers     |
| 18  | 1900 | Odense      |